# Florence Freyermuth
Florence Freyermuth, née le 15 juillet 1968 à Cherbourg, est une footballeuse internationale française ayant évolué au poste d'attaquante durant sa carrière principalement au Paris Saint-Germain, mais aussi au FCF Juvisy de 1992 à 1995.

## Biographie

### Carrière en club
Florence Freyermuth commence sa carrière au Paris Saint-Germain en 1984. Après huit ans au club, elle rejoint en 1992 le FCF Juvisy.
Elle revient en 1995 au PSG et prend le rôle de capitaine.
Lors de la saison 2004-2005, sa dernière année au plus haut niveau à l'âge de 37 ans, elle laisse le capitanat à Laetitia Duffour. Ainsi, après une saison ratée pour le PSG, elle raccroche les crampons,.

### Carrière internationale
Florence Freyermuth vit sa première sélection en équipe de France à l'occasion d'un match amical contre la Norvège le 28 mars 1992 (0-0). Le 20 novembre 1993, elle participe à un match de qualification à l'Euro 1995 contre l'Italie (défaite 2-0).

## Statistiques
| Saison                | Club                  | Championnat           | Championnat | Championnat | Coupe(s) nationale(s) | Coupe(s) nationale(s) | Total | Total |
| Saison                | Club                  | Division              | M.          | B.          | M.                    | B.                    | M.    | B.    |
| 2001-2002             | Paris Saint-Germain   | Division 1            | 1+          | 1           |                       |                       | 1     | 1     |
| 2002-2003             | Paris Saint-Germain   | Division 1            | 5+          | 5           |                       |                       | 5     | 5     |
| 2003-2004             | Paris Saint-Germain   | Division 1            | 19          | 1           |                       |                       | 19    | 1     |
| 2004-2005             | Paris Saint-Germain   | Division 1            | 12          | 2           |                       |                       | 12    | 2     |
| Total sur la carrière | Total sur la carrière | Total sur la carrière | 37          | 9           |                       |                       | 37    | 9     |